# Les Planes d’Hostoles
Les Planes d’Hostoles település Spanyolországban, Girona tartományban. Les Planes d’Hostoles Sant Feliu de Pallerols, Sant Aniol de Finestres, Amer, Susqueda és Rupit i Pruit községekkel határos. Lakosainak száma 1746 fő (2024).

## Népesség
A település népessége az elmúlt években az alábbi módon változott:
| Lakosok száma | 544  | 1619 | 1742 | 2021 | 1803 | 1754 | 1727 | 1694 | 1683 | 1746 |
|               | 1717 | 1910 | 1945 | 1965 | 1991 | 2005 | 2010 | 2014 | 2019 | 2024 |